# Kephisodotos der Ältere

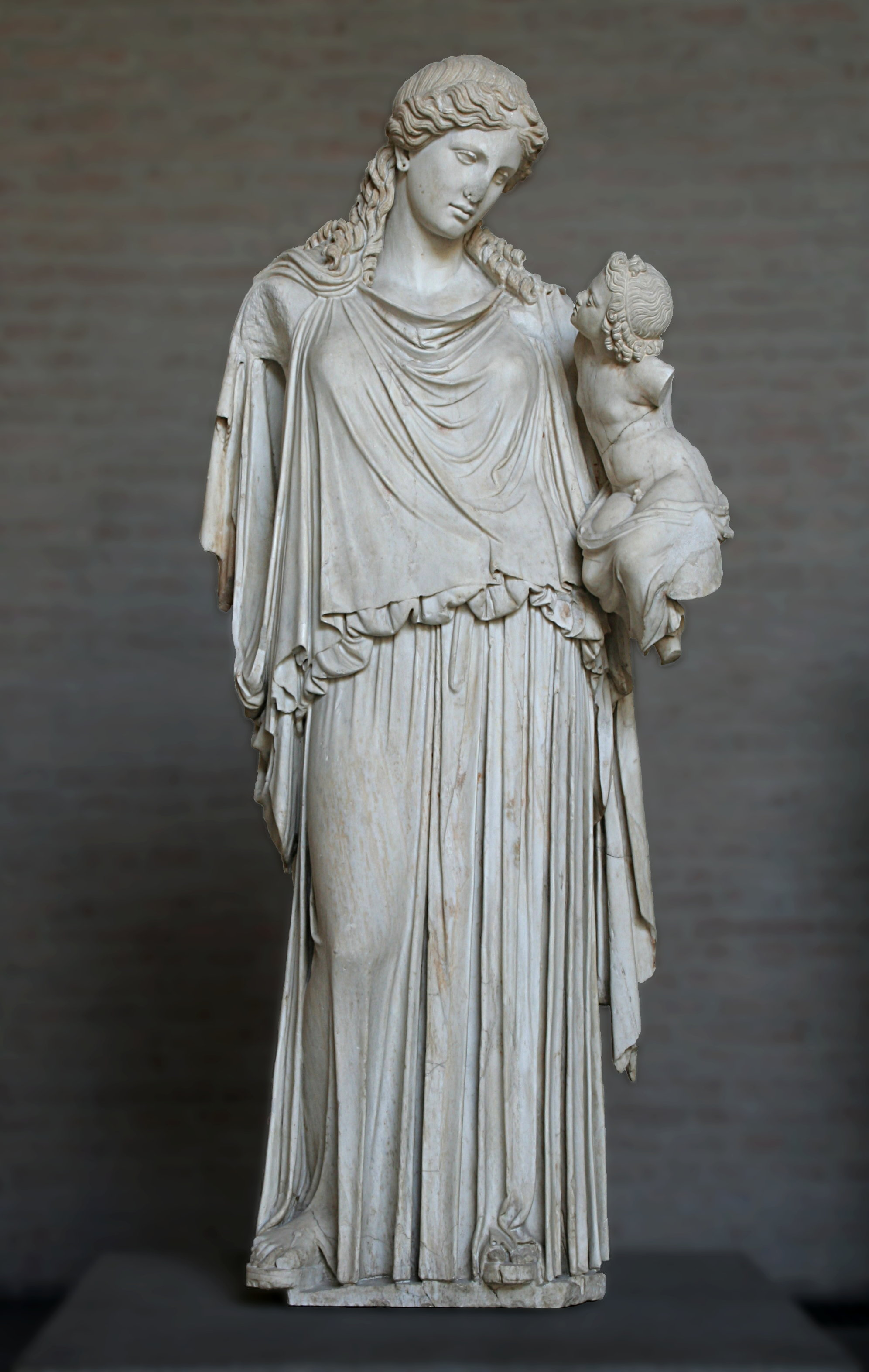
Statue der Eirene

Kephisodotos der Ältere, aus Athen, war griechischer Bildhauer der attischen Schule (um 400–370 v. Chr.).
Er war wahrscheinlich Vater und Lehrer des Praxiteles. Er schuf fast ausschließlich Götterbilder in Erz und Marmor und war vielleicht der erste, der die neun Musen künstlerisch ausprägte.
Von seiner Eirene mit dem jungen Plutos auf dem Arm findet sich eine Marmorkopie in der Glyptothek in München.
Auch der Sohn des Praxiteles, Kephisodotos der Jüngere, war ein in Erz- und Marmorarbeiten bedeutender Künstler.